# Gălășeni, Rîșcani
Gălășeni este satul de reședință al comunei cu același nume  din raionul Rîșcani, Republica Moldova.

## Istorie
În perioada secolului al 19-lea, satul Gălășeni a aparținut boierului Ciohorianu.

## Demografie

### Structura etnică
Structura etnică a satului conform recensământului populației din 2004:
| Grup etnic         | Populație | % Procentaj |
| ------------------ | --------- | ----------- |
| Moldoveni / Români | 1.044     | 98,05%      |
| Ucraineni          | 15        | 1,4%        |
| Ruși               | 5         | 0,47%       |
| Găgăuzi            | 1         | 0,09%       |
| Total              | 1.075     | 100%        |